# 孫繼正
孫繼正（1962年3月17日—），中華民國（台灣）政治人物，台北市北投區人。曾任安定力量聯盟主席，崇光金品公司代表人，曾發起黃國昌罷免案。

## 生平
孫繼正的父親為警官，小妹早逝。與音樂創作人黃國倫有私交，曾一同上《康熙來了》。

## 政治活動
2016年12月北北基安定力量聯盟成立，由孫繼正擔任主席，游信義為秘書長，12月24日，聯盟在新北市汐止區發動罷免支持同性婚姻和性平教育的立委黃國昌，
2017年3月，孫繼正透露安定力量聯盟已獲內政部正式立案，轉型為全國性政治團體；。
2017年7月，在中國國民黨智庫「國家政策研究基金會」，與王大師、孫立群、曾銘宗及葉慶元一起召開記者會，不滿臉書遭封鎖。
2017年10月，接受《中國評論通訊社》專訪表示：「黃國昌的所作所為證明他違背民意、操弄民粹、態度傲慢」。
2019年3月，宣布參選新北第12選區立委，並再度劍指時代力量立委黃國昌，高喊「黃國昌嘜造，直球對決。」最終於2020年總統暨立法委員選舉中以2889張選票落敗。2020年，辭去安定力量聯盟主席及黨員身分。

## 爭議

### 團隊騷擾黃國昌家人，孫繼正反嗆抹黑揚言提告
2017年11月3日，安定力量成員在黃國昌家附近進行宣傳，大呼口號「進行征戰」、「罷免黃國昌國家才健康」。黃國昌臉書貼文表示，他的家人2012年曾遭旺中集團狗仔騷擾，沒想到2017年又遇到安定力量在門口大吼大叫，讓家人非常恐懼，並重申「絕不向惡劣行徑低頭」。孫繼正臉書回應，安定力量2012年根本還沒成立，黃國昌是在抹黑，揚言提告，後來該篇貼文已自行下架。

### 被指散佈性平教育不實謠言
2019年6月8日，孫繼正參與「韓國瑜花蓮縣造勢場合」，上台說話時提到，性平教育中「國一國三現在就開始教肛交教育、教保險套、國中在教可以自己動變性手術、高三教多元多P的同志教育」。6月14日，教育部行文內政部警政署，舉報孫繼正散佈不實謠言，認應依社會秩序維護法辦理。
2019年8月2日，士林簡易庭裁定不罰，法院認為孫繼正此舉「並無煽動或蠱惑人心而對公共安寧有產生明顯而立即的危險」，不符「足以影響公共之安寧」構成要件。

## 外部連結
- 孫繼正的Facebook專頁（繁體中文）